# Aïssa Maïga
Aïssa Maïga (Dakar, 25 de mayo de 1975) es una actriz y productora con nacionalidad senegalesa-francesa. Se hizo popular en 2005 por su papel de Kassia en Les Poupées Russes, de Cédric Klapisch, y en el papel de Farida en L'un reste, l'outre part, de Claude Berri. Fue galardonada en 2007 con un premio César por su actuación en el filme Bamako.

## Filmografía

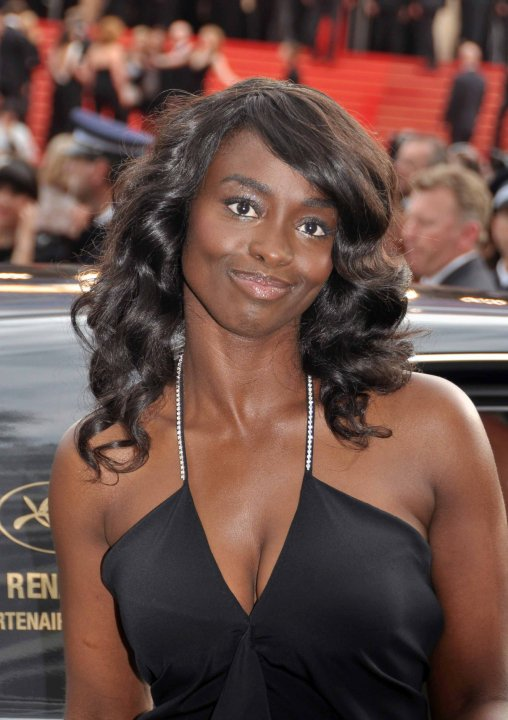
Aïssa Maïga en el Festival de Cannes 2010.

### Actriz
- Saraka Bueno (Denis Amar, 1996; como Danièle)
- La Revanche de Lucy (Janusz Mrosowski, 1997)
- Jonás y Lila (Alain Tanner, 1999; como Lila)
- Marie-Line (Mehdi Charef, 2000; como Malika)
- Lise et André (Denis Dercourt, 2001; como Esther)
- Voyage à Ouaga (Camille Mouyeké, 2003; como Loutaya)
- Les Baigneuses (Viviane Candas, 2001; como la hermana de Rita)
- Mes enfants ne sont pas comme les autres (Denis Dercourt, 2003; como Myriam)
- Caché (Michael Haneke, 2003; como Chantal)
- L'un reste, l'autre part (Claude Berri, 2004; como Farida)
- Travaux (Brigitte Roüan, 2004; como la prometida de Condé)
- Les Poupées Russes (Cédric Klapisch, 2004; como Kassia)
- Paris, je t'aime (Olivier Assayas, 2005; como Sophie)
- Je vais bien, ne t'en fais pas (Philippe Lioret, 2005; como Léa)
- Une famille parfaite (Pierre Trividic, 2005; como Martha)
- Mamadou il est où ? (Khady N'Diaye, 2006, cortometraje; como Mariettou)
- Demba (Slony Sow, 2006)
- Bamako (Abderrahmane Sissako, 2006; como Mélé)
- Prête-muy ta main (Éric Lartigau, 2006; como Kirsten)
- L'âge d'homme... maintenant o jamais ! (Raphaël Fejtö, 2007; como Tina)
- Bianco e Nero (Cristina Comencini, 2008; como Nadine)
- Les Insoumis (Claude-Michel Rome, 2008; como Kathia)
- Diamant 13 (Gilles Béhat, 2009; como Farida)
- Ensemble, c'est trop (Léa Fazer, 2010; como Clémentine)
- Le temps de la kermesse est terminé (Frédéric Chignac, 2010; como Martina)
- L'Avocat (Cédric Anger, 2011; como Eve)
- Il faut quitter Bamako (Aïssa Maïga, 2011; como Maïmouna)
- Bienvenue a Marly-Gomont (Julien Rambaldi, 2016; como Anne Zantoko)
- El niño que domó el viento (Chiwetel Ejiofor, 2019; como Agnes Kamkwamba)
- El hermano (Julien Abraham, 2019; como Claude)

Televisión
- Sexe, Gombo et beurre salé (Mahamat Saleh Haroun, 2008; como Amina)
- Quand lana ville mord, "Suite noire" (Dominique Cabrera, 2009)
- Palas de toit sanos muy (Guy Jacques, 2009; como Ashanti)

### Dirección
- Il faut quitter Bamako (2007)

## Teatro
- Brooklyn Boy (Donald Margulies y Michel Fagadau; Comédie des Champs-Elysées, 2004)
- Lees Grandes Personnes de Marie NDiaye y Christophe Perton; Théâtre national de lana Colline, Comédie de Genève, 2011)

## Nombramientos
- Premios César 2007: nombramiento al César a la Mejor Actriz Femenina lo pones su papel en Bamako